# 南十字星 (1941年の映画)
『南十字星』（みなみじゅうじせい）は、1941年10月22日公開の日本映画である。
製作は宝塚映画製作所（2013年まで存在していた宝塚映像）。配給は東宝。監督は松井稔。モノクロ、スタンダード・サイズ、上映時間は55分。1941年2月5日に撮影を開始した。

## 概要
阪急阪神東宝グループの創始者である小林一三は戦前から映画を兵庫県宝塚市に本拠地を構える宝塚少女歌劇団（現・宝塚歌劇団）に使用することを計画しており、1933年（昭和8年）以来から宝塚新温泉外苑の一角にダークステージを建設して三浦時子、橘薫、草笛美子らによる歌唱によるトーキー映画を試作したことや、当時、大江美智子、霧立のぼる、轟夕起子や水尾みさをなどの宝塚少女歌劇団の生徒達が映画会社に女優として引き抜かれるという件が発生しており、自前で映画製作所を設立して生徒たちの流出を防ぐ必要があったこと、また、1938年（昭和13年）5月に宝塚大劇場星組公演において、「キノ・ドラマ」と称する、トーキー映画とレヴューを組み合わせた連鎖劇の演目「軍國女學生」を発表したほかに、同年7月にも藤沢桓夫原作のキノ・オペレッタ「花ある氷河」を上演したことから、同年8月12日に、宝塚大運動場西北隅の宝塚球場跡地において200坪に亘る第一撮影所（2013年まで存在していた宝塚映像）を新設して映画製作を開始した。この作品は第一撮影所第5回製作作品として、「山と少女」、「雪割草」、「女學生と兵隊」、「瞼の戦場」に続いて、南進日本の威力と南方への行動、戦前における日本の医学の海外進出を主題として1941年（昭和16年）に製作された映画である。
なお、1941年（昭和16年）以降の日本では戦時体制が日々色濃くなり、日本政府は同年8月16日に臨戦態勢下の物資動員計画の名の下に、当時10社存在した映画会社の内で第一会社を松竹として子会社である興亜映画を吸収させて、第二会社を東宝として傘下にある大宝、東京発声、南旺映画、宝塚映画の4社全てを吸収合併させて、第三会社を日活の製作部を柱に新興キネマと大都映画を合併させた上で、劇映画制作会社を松竹、東宝と大映（大日本映画）の3社とした為に、東宝に統合された宝塚映画は解散を余儀なくされて、5作目である「南十字星」の製作を以って宝塚映画第一撮影所は同年11月30日に閉鎖された。

## 梗概
牧原美津子、大崎義子、安田節子は医学専門学校を卒業した。優秀な成績で医専を卒業した美津子は女医として津田病院に勤務することになった。
美津子の同窓生である義子は朝鮮の田舎の院長である従兄の杉本泰雄との縁談が持ち上がっていたが、都会生活を捨てることが出来なかった。けれども、義子は美津子に諭されて朝鮮に居る杉本の許へ出発した。
美津子は義子の見送りの帰途で許婚の医師・吉田周二から突然に蘭印のバタヴィアで病院を開業している叔父が死亡した為に後継者として蘭印に行く事を聞かされた。義子には朝鮮行きを勧めた美津子だったが、扨て、自分の事となると都会生活を捨てて周二と蘭印へ行く決意が鈍るのだった。
周二は美津子に自由を与える為に、許婚解消の手紙を残して、独りで蘭印に出発した。
美津子は自分の優柔不断を恥じた、恥じ乍らも北回帰線と赤道を越えて行く決意がつかなかった。
美津子と義子の同窓生である安田節子は研究室に残って地味な基礎医学を学んでいたが、「蘭印は日本の生活圏である。『南方への行動』の時代だ、それには教養ある知識女性が日本女性の先頭に立ち上がって『赤道を越える』必要がある。」と、美津子に説くのだった。
美津子は「南進日本女性の発展」という理念が分かり乍らも実践が出来ずに悩んだ。そんな美津子の悩んでいる姿を見兼ねて、下宿先の叔母である牧原カヤは休暇に伊豆にある末寺へ静養に行く様に勧めてくれた。伊豆で美津子は嘗て病院の知り合いの秋本里枝に会った。
病気療養中の令嬢を見舞っている内に、秋本里枝の弟である健三を知った。美津子が東京へ戻ってくると秋本里枝から健三の嫁として結婚話を持ち込まれた。叔母のカヤは良縁だとこの縁談を勧めたが、許婚の周二の事を思うと美津子は困惑した。
美津子の叔父で崇願寺の住職である牧原鐵心はそんな美津子を朝鮮旅行に連れ出した。
美津子は朝鮮の田舎で開業している杉本医院に嫁いだ義子を訪ねた。美津子は久し振りに再会した義子がそこで夫の杉本泰雄と共に、半島同胞の為に健気に血みどろになって働いている姿に接して深い感動を覚えた。そして、自分の医師としての使命をはっきりと悟るのであった。
朝鮮旅行からの帰りの電車で美津子は秋本健三と彼の友人の高井重雄に会った。高井は声楽家である篠原義人の友人でもあり、通訳を兼ねて義人の蘭印での慰問公演からの帰京の途中だった。美津子は高井から日本と蘭印との友好親善の為に貧困と闘い乍ら現地で活躍している許婚の周二の話を聞かされた。
その後、或る夜に篠原義人の公演会が開かれた。義人は密かにその収入で周二を援助しようと考えており、美津子が周二の許婚である事と南方へ行く美津子達の心を知った義人は、舞台の上から『南進日本女性の歌』を声高らかに歌って美津子を激励した。

## 配役
- 牧原美津子（女医）：月丘夢路
- 牧原鐵心（美津子の叔父・住職）：神田三朗
- 牧原カヤ（美津子の叔母・住職の妻）：都賀豊子
- 吉田周二（医師）：若本一郎
- 大崎義子（女医）：虹麗子
- 安田節子（女医）：東雲千鶴子
- 杉本泰雄（医師）：小宮譲次
- 秋本里枝（夫人）：園井恵子
- 秋本健三（夫人の弟・銀行員）：一木禮司
- 秋本良子（その妹）：芦川千鶴子
- 秋本幸子（その妹）：日出國瑞穂
- 高井重雄（健三の友人）：八代健
- 後藤博士（医師）：南部省三
- 松代博士（医師）：野津新太郎
- 看護婦：香月照子
- 篠原義人：藤原義江
- ピアニスト：竹内平吉

## 製作スタッフ
- 監督：松井稔
- 原作：豊田実
- 脚本：京都伸夫
- 撮影：橋本留次郎
- 照明：坂口菊太郎
- 音楽：津久井祐喜
- 録音：高橋太郎
- 編集：本庄未一
- 装置：田中輝夫
- 助監督：岡周介
- 撮影補助：漆山裕茂
- 助撮影：坂口清三郎、松田隆
- 大道具：安倉末三郎
- 小道具：新田一雄
- 衣裳：宇野末松
- 美粧：今西キヨ子
- 字幕：星井元修
- 作曲指揮：竹内平吉
- 伴奏：宝塚映画製作所
- 演奏：宝塚管弦楽団

## 音楽
- 主題歌：藤原義江「南進日本の歌」

## 作品データ
- 製作 : 宝塚映画撮影所

## エピソード
- 録音は川西式録音機を使用している。
- 宝塚歌劇団創設者の小林一三は1940年7月22日から1941年4月4日まで第2次近衛内閣で商工大臣を務めており、日蘭会商でオランダ領東インド（蘭印）との交渉の為に、1940年9月~10月にかけてバタヴィア（現・インドネシアのジャカルタ）に派遣されていた。
- 2024年現在もフィルムの所在は明らかになっていない。